# Кастанеда (Граубюнден)
Кастанеда (нем. Castaneda GR) — коммуна в Швейцарии, в кантоне Граубюнден. 
Входит в состав округа Моэза. Население составляет 231 человек (на 31 декабря 2006 года). Официальный код  —  3805.